# Експоненційний об'єкт
Експоненційний об'єкт — теоретико категорний аналог множини функцій у теорія множин. Категорії, в яких існують скінченні границі і експоненціали, називаються декартово замкнутими.

## Означення
Нехай в категорії {\displaystyle C} існують бінарні добутки. Тоді експоненціал {\displaystyle Z^{Y}} за означенням є універсальним морфізмом з функтора {\displaystyle [-]\times Y} у {\displaystyle Z}. (Функтор {\displaystyle [-]\times Y} з {\displaystyle C} у {\displaystyle C} відображає об'єкт {\displaystyle X} в {\displaystyle X\times Y} і морфізми {\displaystyle \varphi } у {\displaystyle \varphi \times \mathrm {id} _{Y}}).
Іншими словами експоненціал {\displaystyle Z^{Y}} об'єктів {\displaystyle Z} і {\displaystyle Y} категорії {\displaystyle C} є об'єктом, разом з морфізмом {\displaystyle eval\colon Z^{Y}\times Y\to Z}, що називається відображенням оцінки такими, що для будь-якого об'єкта {\displaystyle X} і морфізма {\displaystyle g\colon X\times Y\to Z} існує єдиний морфізм {\displaystyle \lambda g\colon X\to Z^{Y}}, для якого діаграма нижче є комутативною:
Якщо експоненціал {\displaystyle Z^{Y}} існує для всіх {\displaystyle Z} у {\displaystyle C}, то функтор, що відправляє {\displaystyle Z} у {\displaystyle Z^{Y}} є правим спряженим до {\displaystyle [-]\times Y}. У цьому випадку існує натуральна бієкція:
{\displaystyle \mathrm {Hom} (X\times Y,Z)\cong \mathrm {Hom} (X,Z^{Y})}.

## Приклади
- У категорії множин експоненціал {\displaystyle Z^{Y}} це множина всіх функцій з {\displaystyle Y} у {\displaystyle Z}. Для будь-якого відображення {\displaystyle g\colon (X\times Y)\rightarrow Z} відображення {\displaystyle \lambda g\colon X\to Z^{Y}} задається як:

{\displaystyle \lambda g(x)(y)=g(x,y)}.
- У категорії топологічних просторів експоненціал {\displaystyle Z^{Y}} існує, якщо {\displaystyle Y} — локально компактний гаусдорфів простір. В цьому випадку {\displaystyle Z^{Y}} - множина неперервних функцій з {\displaystyle Y} у {\displaystyle Z} з компактно-відкритою топологією. Якщо {\displaystyle Y} не є локально компактним гаусдорфовим простором, то експоненціал може не існувати (простір {\displaystyle Z^{Y}} буде існувати, але відображення {\displaystyle \lambda } може не бути неперервним). З цієї причини категорія топологічних просторів не є декартово замкнутою.